# اخترماهیان
اخترماهیان (نام علمی: Galaxiidae) نام یک تیره از راسته سیمین‌ماهی‌سانان است.